# 韦尔登
韦尔登是德国巴伐利亚州的一个市镇。总面积17.98平方公里，根據2011年12月31日的人口調查，該地总人口3578人，其中男性1788人，女性1790人，人口密度199人/平方公里。